# Мунько Микола Павлович
Микола Павлович Мунько (24 грудня 1906, місто Красноводськ Закаспійської області, тепер місто Туркменбаші, Туркменістан — ?) — радянський узбецький діяч, секретар ЦК КП(б) Узбекистану. Депутат Верховної ради Узбецької РСР.

## Життєпис
Член ВКП(б).
На травень 1938 року — секретар комітету ВКП(б) заводу імені Лазаря Кагановича Ташкентської залізниці.
У 1939 — 12 червня 1941 року — 3-й секретар ЦК КП(б) Узбекистану.
12 червня 1941 — 1943 року — секретар ЦК КП(б) Узбекистану із транспорту.
На 1943—1946 роки — заступник секретаря ЦК КП(б) Узбекистану із транспорту та зв'язку.
На 1949—1952 роки — начальник Головного дорожнього управління при Раді міністрів Узбецької РСР.
Подальша доля невідома.

## Нагороди
- орден Трудового Червоного Прапора (30.07.1942)
- медаль «За оборону Кавказу»
- медалі